# Bosques de las Lomas

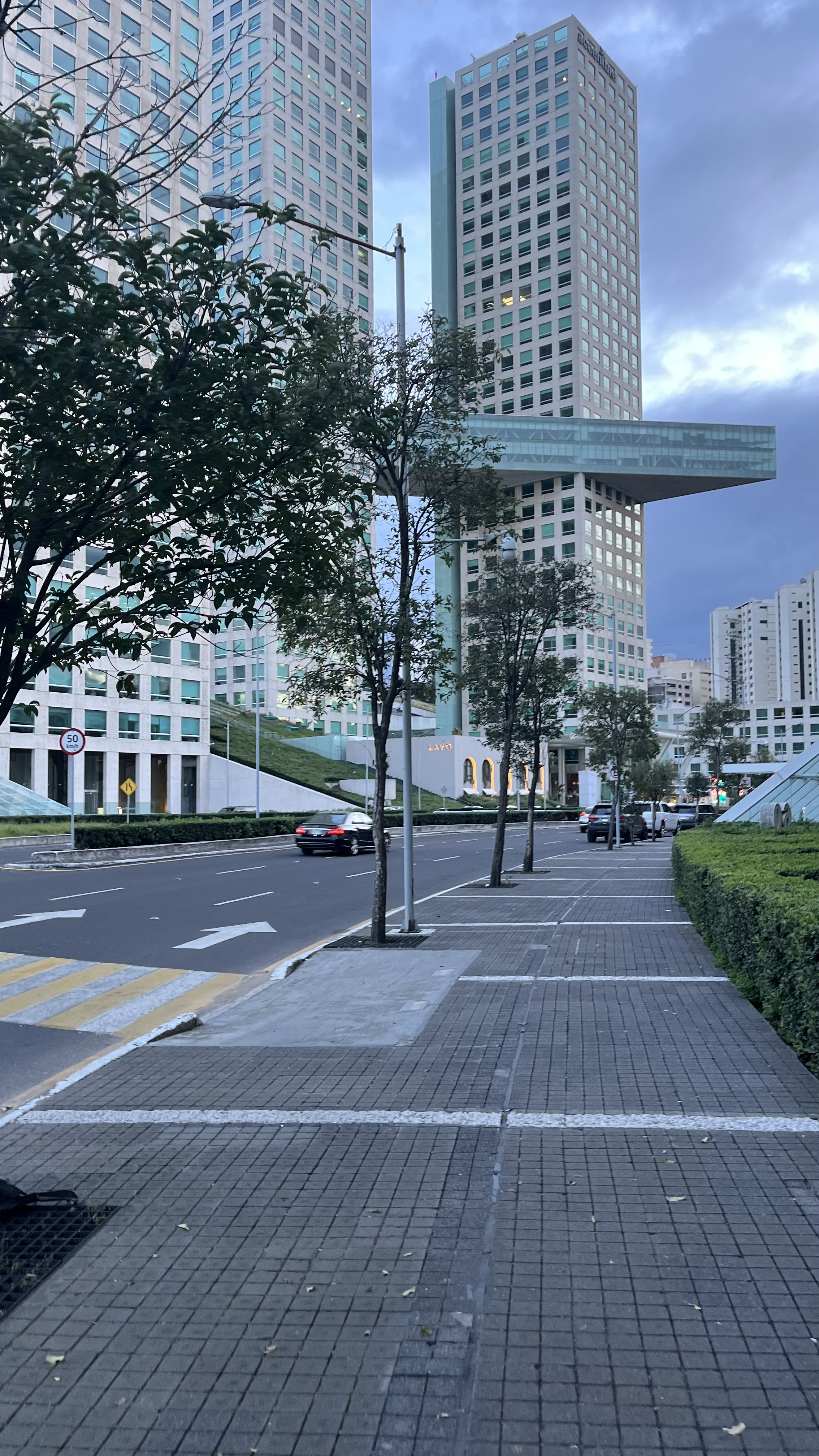
El complejo de oficinas y centro comercial Arcos Bosques en Paseo de los Tamarindos

Bosques de las Lomas, también conocida como Bosques, es una colonia ubicada en la Ciudad de México, que se encuentra en el área conocida como Las Lomas, ampliamente considerada como la zona más exclusiva de México.
El fraccionamiento consta principalmente de una zona residencial con lujosas mansiones, casas y apartamentos, así como de una zona comercial en la que se han establecido importantes empresas nacionales e internacionales, y se caracteriza por ser el hogar de muchas de las familias más adineradas y poderosas del país.

## Historia
Bosques de las Lomas surgió como una extensión de la colonia Lomas de Chapultepec, en respuesta a la creciente demanda de la alta sociedad mexicana e inmigrantes acaudalados provenientes de Europa que llegaron a México en la segunda mitad del siglo XX. Desde entonces, ha mantenido su estatus como una de las áreas residenciales más exclusivas de Latinoamérica.
Bosques de las Lomas es la obra maestra de Carleton F. Boyle, quien conceptualizó y administró el proyecto, para hacer realidad la visión de su amigo Don Carlos Trouyet, quien era el dueño de los terrenos.  C.F. Boyle era el director general de la empresa norteamericana Lock Joint Company, la cual se dedicaba a hacer obras masivas de infraestructura alrededor del mundo.  Al final de su vida y después de llevar a cabo desarrollos inmobiliarios en Norteamérica, Israel, Colombia y Sudáfrica, entre muchos otros países, C.F. Boyle tuvo la idea de crear una urbanización que, según él, pudiera ser apreciada a la vista y gozara de la coexistencia armoniosa del hombre con la naturaleza.
Bosques de las Lomas se convirtió en la primera colonia del país en incorporar todo el cableado eléctrico y telefónico de forma subterránea. 
La iglesia del fraccionamiento se conoce como La Parroquia del Señor de la Resurrección. El diseño es del arquitecto Juan Cortina del Valle y la construcción es un tetraedro de 35 metros de altura. Cuenta con un vitral de 325 m² elaborado por el artista húngaro-francés Víctor Vasarely y firmado como “Homenaje a México”, quien también diseñó y construyó el altar. C.F. Boyle creía que La Parroquia del Señor de la Resurrección representaba la espiritualidad del proyecto urbano.
El puente de la Avenida Bosques de la Reforma fue el primero de su tipo en Latinoamérica y para su diseño y construcción, se contrató a ingenieros franceses.
De acuerdo a C.F. Boyle, las calles y espacios destinados a los corporativos y zonas comerciales fueron concebidos para crear una atmósfera de vanguardia que se mezcle con la belleza de la naturaleza, conservando espacios verdes para una comunidad del futuro.
C.F. Boyle pensó que el problema del tráfico sería más grave con el pasar de los años, por lo que integró en el diseño de las avenidas principales del fraccionamiento hasta tres carriles por sentido para los automóviles, así como banquetas lo suficientemente anchas para la circulación peatonal.
En 2017 un grupo de vecinos lidereado por Joaquín Fonseca, Javier Girault y Pia Testelli, preocupados por el deterioro de la colonia formaron la Asociación B de Lomas AC, más conocida como Probosques de las Lomas, logrando mejorar las condiciones en beneficio de sus habitantes y visitantes.

## Geografía
La colonia Bosques de las Lomas está situada al poniente de la Ciudad de México y su territorio abarca las alcaldías Miguel Hidalgo y Cuajimalpa; fue creada sobre terreno mayoritariamente accidentado y en un entorno de densos bosques, por lo que la zona es rica en árboles y plantas.
El fraccionamiento está ubicado entre:
- la colonia Lomas de Chapultepec en la alcaldía Miguel Hidalgo al este.
- la colonia Palo Alto (atrás de la cual está el distrito de Santa Fe) en la alcaldía Cuajimalpa y las colonias Lomas de Bezares, Real de las Lomas y Lomas de Reforma en la alcaldía Miguel Hidalgo al sur.
- las colonias Lomas del Chamizal y Lomas de Vista Hermosa en la alcaldía Cuajimalpa al oeste.
- la colonia Lomas de Tecamachalco en los municipios Naucalpan y Huixquilucan, en el Estado de México, al norte.

## Economía
Bosques de las Lomas, además de ser una comunidad residencial, es reconocida como un importante hub corporativo donde diversas empresas mexicanas y extranjeras han establecido sus sedes principales. Esta área empresarial alberga una gran cantidad de firmas White-shoe percibidas como las más prestigiosas de su respectivo sector a nivel mundial, incluyendo bancos de inversión, fondos de capital privado, bufetes de abogados y consultoras de estrategia. Entre ellas se encuentran nombres como Morgan Stanley, Lazard Frères & Co., Bain & Company y Hogan Lovells. Además, en esta colonia están las sedes principales de grandes corporativos como Pfizer, Unilever y PepsiCo.  
Los centros comerciales del fraccionamiento son: Plaza Bosques, Paseo Arcos Bosques, Pabellón Bosques, Parque Duraznos y Plaza Lilas. 
Bosques de las Lomas alberga a varios de los restaurantes más caros de la capital mexicana y al hotel de alta gama Live Aqua. 

## Vialidades y Transporte
Las vialidades principales de la colonia son las avenidas Bosques de la Reforma, Paseo de los Ahuehuetes Sur, Paseo de los Ahuehuetes Norte, Paseo de los Tamarindos y Paseo de los Laureles.
Para llegar a Bosques de las Lomas y sus alrededores existen los autobuses llamados ATL (ruta Bosques de las Lomas - Chapultepec) y RTP (ruta Tacubaya-Cuajimalpa). Dichos autobuses tienen como punto de salida las estaciones de metro Chapultepec, Auditorio, Polanco y Tacubaya.
Al ser una zona cercana a Santa Fe, se prevé en un futuro crear rutas de transporte público que puedan conectar esta misma con la estación del tren El Insurgente.